# Бри суз Аршијак
Бри суз Аршијак (фр. Brie-sous-Archiac) насеље је и општина у западној Француској у региону Поату-Шарант, у департману Приморски Шарант која припада префектури Жонзак.
По подацима из 2011. године у општини је живело 255 становника, а густина насељености је износила 34,05 становника/km². Општина се простире на површини од 7,49 km². Налази се на средњој надморској висини од 100 метара (максималној 113 m, а минималној 49 m).

## Демографија
| 1962. | 1968. | 1975. | 1982. | 1990. | 1999. | 2011. |
| ----- | ----- | ----- | ----- | ----- | ----- | ----- |
| 300   | 337   | 312   | 276   | 275   | 245   | 255   |

График промене броја становника у току последњих година